# Уэйнрайт (аэропорт, Аляска)
Аэропорт Уэйнрайт (англ. Wainwright Airport), (ИАТА: AIN, ИКАО: PAWI, FAA LID: AWI, прежний 5WW) — государственный гражданский аэропорт, расположенный в населённом пункте Уэйнрайт (Аляска), США.

## Операционная деятельность
Аэропорт Уэйнрайт находится на высоте 12 метров над уровнем моря и эксплуатирует одну взлётно-посадочную полосу:
- 5/23 размерами 1370 x 27 метров с гравийным покрытием.

За период с 31 декабря 2005 года по 31 декабря 2006 года Аэропорт Уэйнрайт обработал 1 100 операций взлётов и посадок самолётов (в среднем 91 операций ежемесячно), из них 73 % пришлось на рейсы аэротакси и 27 % составила авиация общего назначения.: